# راي برايس
راي برايس (بالإنجليزية: Ray Price)‏ (من مواليد 12 يناير 1926) هو مغني ريف وكاتب أغاني وعازف غيتار أمريكي. اشتهرت عدة من أغانيه في موسيقى الريف مثل "Release Me"، "Crazy Arms"، "Heartaches by the Number"، "For the Good Times"، "Night Life"، و "You're the Best Thing That Ever Happened to Me". أدخل في قاعة مشاهير موسيقى الريف عام 1996 وحتى الآن ما يزال يصدر التسجيلات وينظم الجولات وهو بأواخر الثمانينات من عمره.

## سيرته

### النجاح في الأربعينات والخمسينات
ولد برايس في بيريفيل، تكساس، وخدم مع مشاة البحرية الأمريكية بين عامي 1944-1946، وبدأ الغناء على الراديو في أبيلين، تكساس خلال عام 1948، ثم انتقل إلى دالاس في عام 1949. ذهب إلى ناشفيل في أوائل الخمسينات، واشترك لفترة وجيزة مع هانك وليامز. وعند موت وليامز، قاد برايس فرقته «دريفتينغ كاوبويز» وحقق بعض النجاح معهم. وكان أول من حقق النجاح بأغنية " Release Me" عام 1954، والتي كانت من أشهر أغاني إنجلبرت همبردنكالذي أصدرها عام 1967.
في عام 1953، كون برايس فرقة شيروكي كاوبويز. من بين أعضاء الفرقة في أواخر الخمسينات وأوائل الستينات؛ روجر ميلر، ويلي نيلسون، داريل ماكول، فان هوارد، جوني بيتشيك، جوني بوش، بادي إيمونز، بيت واد، جان كورتيس، شورتي لافندر، بادي سبايتشر. كتب ميلر إحدى أهم أعمال برايس عام 1958،”Invitation to the Blues”" كما كب نيلسون أغنية "Night Life".
أصبح برايس أحد الوجوه البارزة لموسيقى الريف في الخمسينات. ثم وضع برايس أسلوبه الخاص، بوضع ترتيب موسيقي 4/4 وضع مطول لآلة الباس، ويظهر هذا الأسلوب على أغنية على "Crazy Arms" عام 1956 مع عدة تسجيلات أخرى في أواخر الخمسينات.

### تيار ناشفيل

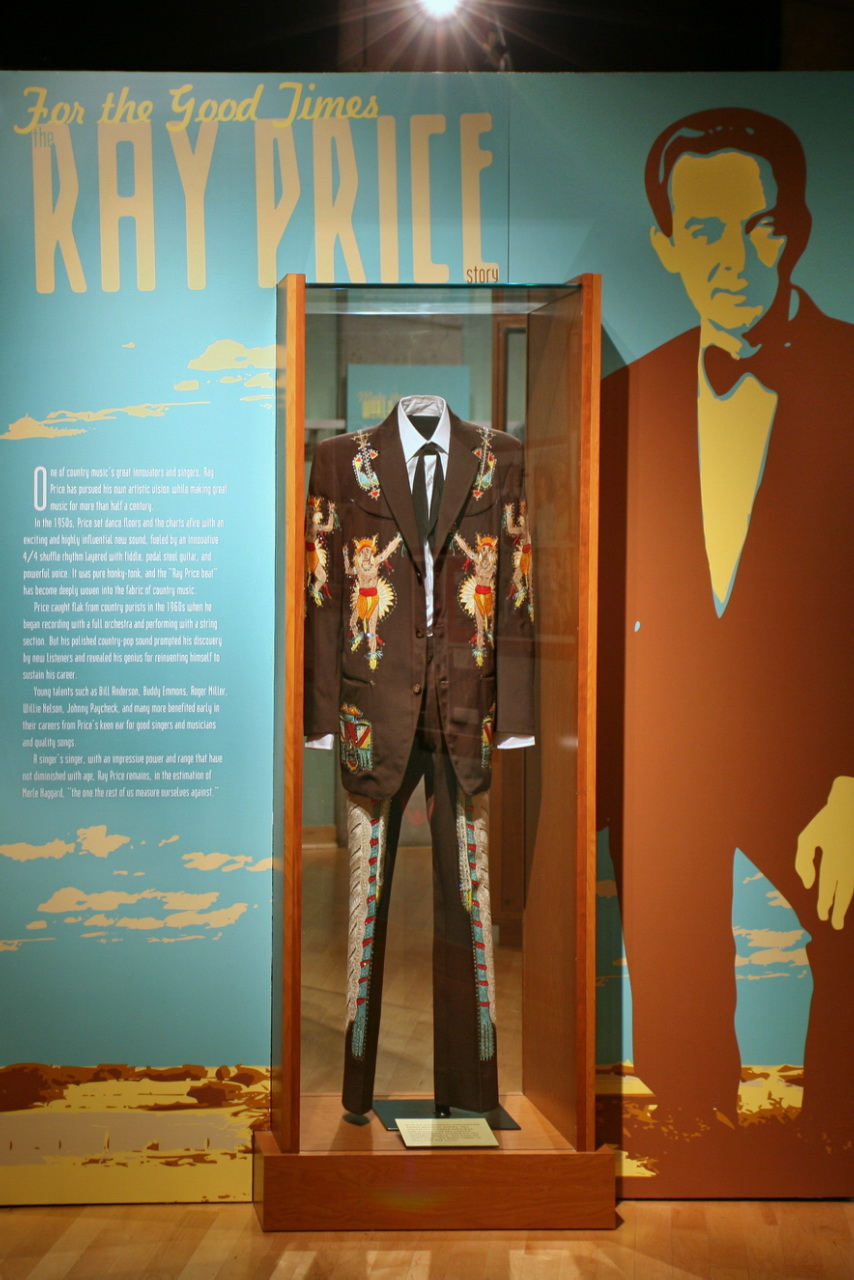
معرض راي برايس في قاعة مشاهير موسيقى الريف

خلال الستينات، بدأ برايس يتجه نحو موسيقى ناشفيل، وهو فرع من موسيقى الريف يتميز بأمياته بطيئة الإيقاع والاعتماد الكبير على الآلات الوترية والمغنيين الداعمين. ومنها تقديمه لأغنية «داني بوي» عام 1967، وأغنية "For the Good Times" عام 1970. الأغنية من تأليف كريس كريستوفيرسن، وتصدرت قوائم مجلة بيلبورد لأغاني الريف ووصلت للمركز 11 على قوائم أغاني البوب، وتميزت الأغنية بلحن أوركسترا متطور، وهو ما يخالف أسلوب الهونكي تونك الذي اشتهر به برايس من قبل. وظل يصدر الأغاني الناجحة حتى نهاية الثمانينات. ثم انتقل بعدها لأداء الأغاني الدينية، وظل يصدر الألبومات ويقوم بالجولات حيث أقام جولات مع زميله ويلي نيلسون وأصدر ألبوما مع ميرل هاغارد.

### السرطان
في 6 نوفمبر 2012 ذكر راي برايس انه يخوض معركة مع سرطان البنكرياس. وذكؤر في صحيفة سان انطونيو اكسبرس نيوز انه تلقي العلاج الكيميائي على مدى الأشهر الستة السابقة. كان البديل للعلاج الكيميائي هو إجراء جراحة لإزالة البنكرياس مع أجزاء من المعدة والكبد، ما يعني بقاءه في فترة نقاهة طويلة والبقاء في دار لرعاية المسنين. قال برايس أنه رفض هذا الحل لأنه لم يكن خيارا بالنسبة له، لأه حتى وإن أراد العيش طويلا فلم يرد أن يعش هكذا. استعاد برايس جزءا من عافيته ويأمل أن يغني في حفلته المائة في عام 2013.
حتى فبراير 2013، يظهر أن السرطان في مرحلة خمود. أدخل برايس المستشفى في مايو 2013 بعد إصابته بجفاف شديد. أدخل برايس إلى مستشفى في تايلر، تكساس بعد أن دخل المراحل الأخيرة في سرطان البنكرياس ووضع تحت الرعاية في منزله في 12 ديسمبر. مات برايس في منزله في ماونت بليزانت، تكساس في 16 ديسمبر 2013 ودفن في ريستلاند ميموريال بارك في دالاس.

## الجوائز
أكاديمية موسيقى الريف
- ألبوم السنة 1970 - "For The Good Times"
- أغنية السة 1970 - "For The Good Times"

جمعية موسيقى الريف
- ألبوم السنة 1971 - "I Won't Mention It Again"

قاعة ومتحف مشاهير موسيقى الريف
- إدخال راي برايس عام 1996

جوائز غرامي
- أفضل أداء لمغنى ريف 1971 - "For The Good Times"
- أفضل تعاون غنائي عن موسيقى الريف مع ويلي نيلسون - "Lost Highway"

## وصلات خارجية
- راي برايس على موقع IMDb (الإنجليزية)
- راي برايس على موقع ميوزك برينز (الإنجليزية)
- راي برايس على موقع إن إن دي بي (الإنجليزية)
- راي برايس على موقع أول ميوزيك (الإنجليزية)
- راي برايس على موقع ديسكوغز (الإنجليزية)
- راي برايس على موقع قاعدة بيانات الفيلم (الإنجليزية)
- at the Country Music Hall of Fame
- Allmusic Ray Price with Biography, Discography, Charts